# Deserto de Nefude
O Deserto de Nefude (em árabe: صحراء النفود; romaniz.: ṣahrā' al-nefud) é um deserto no norte da Península Arábica em 28° 30′ 00″ N, 41° 00′ 00″ L, que localiza próximo a uma grande depressão oval. Trata-se de 290 km de comprimento e 225 km de largura, com uma área de 103 600 km².
O Nefude é um duna de areia, conhecida pelos seus violentos ventos, que representam as dunas grandes. Chuva vem uma vez ou duas vezes por ano. Em algumas áreas de várzea, ou seja, aqueles perto das montanhas do Hejaz, há dados de oásis, onde há legumes, cevada, e frutas plantadas. O Nefude está ligado com Rub' al-Khali pelo Deserto de Dana, um corredor de planícies de cascalho e dunas de areia, a 1 287 km de comprimento e 24,1 a 80,5 km de largura.
Antes da Batalha de Ácaba (durante a Revolta Árabe), forças lideradas por Auda ibu Tayi foram instigadas a participar num ataque à cidade turca realizada na costeira de Ácaba no flanco oriental, e na sequência a passagem impressionante de T. E. Lawrence em Nefude. Esta passagem dura é retratada no filme Lawrence da Arábia.